# 坎迪杜-迪阿布雷乌
坎迪杜-迪阿布雷乌是巴西巴拉那州的一个市镇。总面积1510.157平方公里，总人口18179人，人口密度12人/平方公里。